# Regering-González IV
De regering-González IV bestond uit ministers die door Felipe González benoemd waren in zijn ministerraad, nadat zijn socialistische arbeiderspartij PSOE de parlementsverkiezingen van 1993 gewonnen had, en die zitting hadden tijdens Spaanse legislatuur V, wat overeenkomt met González' vierde ambtstermijn. De vijfde legislatuur begon op 29 juni 1993 en eindigde op 26 maart 1996.

## Samenstelling
| Ministerspost                                     | Minister |
| ------------------------------------------------- | --- |
| Premier                                           | Felipe González |
| Vicepremier                                       | - Narcís Serra i Serra                                                                                              |
| Woordvoerder van de regering                      | - Alfredo Pérez Rubalcaba                                                                                           |
| Minister van Buitenlandse Zaken                   | - (1993-1995) Javier Solana - (1995-1996) Carlos Westendorp                                                         |
| Minister van Justitie                             | - Juan Alberto Belloch Julbe                                                                                        |
| Minister van Defensie                             | - (1993-1995) Julián García Vargas - (1995-1996) Gustavo Suárez Pertierra                                           |
| Minister van Economie en Financiën                | - Pedro Solbes |
| Minister van Binnenlandse Zaken                   | - (1993) José Luis Corcuera Cuesta - (1993-1994) Antoni Asunción Hernández - (1994-1996) Juan Alberto Belloch Julbe |
| Minister van Publieke Werken, Transport en Milieu | - Josep Borrell |
| Minister van Onderwijs en Wetenschap              | - (1993-1995) Gustavo Suárez Pertierra - (1995-1996) Jerónimo Saavedra Acevedo                                      |
| Minister van Werkgelegenheid en Sociale Zekerheid | - José Antonio Griñán Martínez                                                                                      |
| Minister van Sociale Zaken                        | - Cristina Alberdi Alonso                                                                                           |
| Minister van Industrie en Energie                 | - Juan Manuel Eguiagaray Ucelay                                                                                     |
| Minister van Handel en Toerisme                   | - Javier Gómez-Navarro Navarrete                                                                                    |
| Minister van Landbouw, Visserij en Voeding        | - (1993-1994) Vicente Albero Silla - (1994-1996) Luis María Atienza Serna                                           |
| Minister van het Presidentschap                   | - Alfredo Pérez Rubalcaba                                                                                           |
| Minister van Openbaar Bestuur                     | - (1993-1995) Jerónimo Saavedra Acevedo - (1995-1996) Joan Lerma                                                    |
| Minister van Cultuur                              | - Carmen Alborch Bataller                                                                                           |
| Minister van Volksgezondheid                      | - Ángeles Amador Millán                                                                                             |